# Route 43 (Colombie-Britannique)
La Route 43, la Elk Valley Highway, est une route servant de voie collectrice à la route 3 (Route Crowsnest), dans l'est de la Colombie-Britannique. Elle débute à Sparwood et parcourt 35 km (22 mi) vers le nord en longeant la Elk River jusqu'à la communauté d'Elkford, où un lien vers le parc provincial Elk Lakes se trouve.

## Intersections majeures
| District régional | Ville    | km    | Destinations                                           | Notes |
| ----------------- | -------- | ----- | ------------------------------------------------------ | ----- |
| East Kootenay     | Sparwood | 0,00  | BC-3 (Route Crowsnest) – Lethbridge, Fernie, Cranbrook |       |
| East Kootenay     | Elkford  | 34,85 | Galbraith Drive                                        |       |
|                   |          |       |                                                        |       |